# Gazette de Paris (1789)
Pour les articles homonymes, voir Gazette.
 (décembre 2022).
Si vous disposez d'ouvrages ou d'articles de référence ou si vous connaissez des sites web de qualité traitant du thème abordé ici, merci de compléter l'article en donnant les références utiles à sa vérifiabilité et en les liant à la section « Notes et références ».
La Gazette de Paris est un journal royaliste paru en France du 1er octobre 1789 au 10 août 1792.
Se présentant comme un « ouvrage consacré au patriotisme, à l’histoire, à la politique et aux beaux-arts », la Gazette de Paris était dirigée par Anne de Clermont-Tonnerre, évêque de Châlons-sur-Marne.
Ses bureaux, sis rue Saint-Honoré, vis-à-vis les écuries du roi, furent saccagés en 1790 par des opposants à sa ligne éditoriale.
La publication de la Gazette de Paris, qui avait publié, entre autres, le texte du manifeste de Brunswick, fut interrompue lors de l’arrestation de son rédacteur en chef Barnabé Durosoi, à la suite de la journée du 10 août 1792.

## Titres homonymes
Il y eut par la suite de nombreux périodiques reprenant ce nom.